# Dósa Zoltán
Dósa Zoltán (Erdőszentgyörgy, 1968. szeptember 5. –) pszichológus, egyetemi docens, író.

## Élete
A székelyudvarhelyi Benedek Elek Pedagógiai Líceumban érettségizett. 1988–1991 között Kelementelkén tanítóként dolgozott.
1996-ban a Babeș–Bolyai Tudományegyetem Pszichológia Karán diplomázott, majd a Debreceni Tudományegyetemen védte meg PhD-fokozatát 2006-ban.
1996 és 2002 között iskolapszichológusként dolgozott a Benedek Elek Tanítóképzőben, majd egyetemi adjunktus a Sapientia EMTE Csíkszeredai és Marosvásárhelyi Karán. Jelenleg a Babes-Bolyai Tudományegyetem Pszichológia és Neveléstudományok Karán a Pedagógia és Alkalmazott Didaktika Intézet székelyudvarhelyi kihelyezett tagozat tanszékvezetője, egyetemi docens.

## Kutatási területek
Kognitív pszichológia; fejlődéslélektan; emlékezeti stratégiák és mnemotechnikai eljárások; blöff és megtévesztés.

## Szakmai egyesületek
A Magyar Tudományos Akadémia külső köztestületi tagja, 2012 óta a Magyar Pszichológiai Társaság Erdélyi Tagozatának elnöke, 2013-tól a Sylvester Dénes Egyesület elnöke, a Magiszter (romániai pedagógusok szakmai módszertani folyóirata) szerkesztőbizottsági tagja, a Szociálpedagógia tudományos folyóirat szerkesztőbizottsági tagja.

## Könyvei
- A mentális kép és forgatás pszichológiája. F&F International Kiadó, Gyergyószentmiklós, 2006 (ISBN 973-8387-30-2, ISBN 978-973-8387-30-0)
- Tanulás, emlékezés, képzelet. Scientia Kiadó, Kolozsvár, 2007 (ISBN 978-973-7953-85-8)
- Dósa Zoltán–Péter Lilla: A pedagógiai kutatás alapjai, Kolozsvári Egyetemi Kiadó, 2010 ISBN 9789735951955
- Fügék az életfáról, Székelyudvarhely, 2012 ISBN 9789730122787
- Sírversek. Katasztrófaköltészet, Expert Print, Székelyudvarhely, 2013 ISBN 9786069350638[8][9]
- Talajmenti agy. Expert Print, Székelyudvarhely, 2015, ISBN 978-606-93506-6-9
- Biopóker. Blöff és egyéb fondorlatok, Kolozsvári Egyetemi Kiadó, 2016 ISBN 9789730223316[10]
- Korai megomlás, Székelyudvarhely, 2019 ISBN 9789730296341
- Barabási Tünde–Dósa Zoltán: A különbözőség pszichológiája és differenciáló pedagógia, Kolozsvári Egyetemi Kiadó, 2019 ISBN 9786063704352